# Tersa (Medwediza)
Die Tersa (russisch Терса́) ist ein rechter Nebenfluss der Medwediza in den russischen Oblasten Saratow und Wolgograd.
Die Tersa entspringt in den Wolgahöhen in der Oblast Saratow. Sie fließt zuerst vorbei am Rajonverwaltungszentrum Samoilowka nach Süden und erreicht wenig später die Oblast Wolgograd. Bei dem Rajonverwaltungszentrum Jelan nimmt sie ihren bedeutendsten Nebenfluss, den Jelan, von rechts auf. Anschließend wendet sie sich nach Osten, passiert die gleichnamige Ortschaft Tersa und mündet nach 249 km wenig unterhalb des Rajonzentrums Rudnja rechtsseitig in die Medwediza. Einige Kilometer oberhalb der Mündung trifft der Schelkan von links auf die Tersa. Die Tersa entwässert ein Areal von 8810 km². Sie wird hauptsächlich von der Schneeschmelze gespeist. Im April kommt es alljährlich zu Hochwasser. 120 km oberhalb der Mündung beträgt der mittlere Abfluss (MQ) 5,6 m³/s. In trockenen Jahren kann der Flusslauf der Tersa bis zu 6 Monate austrocknen. Zwischen Anfang Dezember und Ende März ist die Tersa in der Regel eisbedeckt.